# Яндзи, Дарсель
Дарсель Яндзи (фр. Darcel Yandzi; род. 11 июня 1973, Браззавиль) — французский дзюдоист, чемпион и призёр чемпионатов Франции, чемпион Европы, призёр чемпионата мира, участник летних Олимпийских игр 1996 года в Атланте.

## Карьера
Выступал в полусредней весовой категории (до 78-81 кг). В 1993—2003 годах трижды становился чемпионом Франции, дважды серебряным и один раз бронзовым призёром чемпионатов страны. В 1993 году стал чемпионом Европы и бронзовым призёром чемпионата мира. На Олимпийских играх занял 9-е место.